# حسن لشگری
حسن لشگری (زادهٔ ۱۳۱۷ – درگذشتهٔ ۲۳ مرداد ۱۳۵۴) آهنگساز و نوازنده اهل ایران بود. وی در عمر کوتاه خود ترانه‌هایی برای خوانندگان مطرح نظیر هایده، گوگوش، عارف و ایرج ساخت.
ترانهٔ «تنها با گل‌ها» به خوانندگی هایده و «آدما» و «دنیا وفا نداره» به خوانندگی گوگوش، از جمله آثار لشگری است.

## زندگی‌نامه
حسن لشگری در سال ۱۳۱۷ در تهران متولد شد. پدرش علی‌اصغر لشگری نوازندهٔ تار بود. به همین سبب او از کودکی با موسیقی آشنا شد و نواختن ساز سنتور را نزد برادرش منوچهر لشگری آغاز کرد. پس از آن به هنرستان موسیقی راه یافت و تحصیلات موسیقی خود را به پایان برد. او به نواختن سازهایی نظیر ویلن، پیانو و آکاردئون تسلط داشت. حسن لشگری با رادیو و ارکستر کودک همکاری داشت. برادران او بزرگ لشگری، جواد لشگری، منوچهر لشگری و محمد لشگری نیز از موسیقی‌دانان سرشناس ایرانی بودند.

## بیماری و درگذشت
حسن لشگری از سال ۱۳۵۱ دچار بیماری شد. در سال ۱۳۵۲ به توصیهٔ پزشکان به لندن سفر کرد و پس از انجام عمل جراحی طحال، با بهبودی نسبی به تهران بازگشت. با اوج‌گیری دوبارهٔ بیماری، او مجدداً به انگلستان رفت و درمانِ موقتی حاصل شد اما بیماری او پس از مدتی شدت بیشتری گرفت و این‌بار در ماهِ تیر سال ۱۳۵۴، برای معالجه به اسرائیل سفر کرد. در آن‌جا، با وجود انجامِ دو عمل جراحی، همچنان حال او به وخامت گذاشت و به ناچار به تهران منتقل و در بیمارستان آراد بستری شد.
او پس از بازگشت به تهران، در بیمارستان به خبرنگار هفته‌نامهٔ جوانان گفت:
«راستش دوری از وطن و دوستان بیشتر مرا به ناامیدی کشیده بود و حالا که همه را در کنار خود می‌بینم و گاه به نوای موزیک ایرانی گوش می‌دهم امیدی در دلم جوانه کرده و احساس راحتی می‌کنم.»
او همچنین در آخرین مصاحبه قبل از مرگش گفت: «تنها آرزوی من این است که در وطنم بمیرم.» وی در بیمارستان آخرین اثر خود را با عنوان «دیگه باید رفت» بر روی شعری از آذر صراف‌پور ساخت که پس از مدتی توسط هایده خوانده شد. حسن لشگری سرانجام در ۲۳ مرداد سال ۱۳۵۴ ه‍. ش بر اثر سرطان معده درگذشت.
پس از درگذشت حسن لشگری، سیمین بهبهانی شعر زیر را به یاد او سرود:
| حسن لشکری به حق پیوست یاد آن نازنین گرامی باد     |  | گر چه ناکام از این جهان بگسست آن جهانش به شادکامی باد |
| روز پایان کار و روز حساب ایزدش یار باد و حامی باد |  | در کتاب زمانه تا باقی است یادگارش به نیک نامی باد     |

## آثار
| نام اثر                               | آهنگساز | تنظیم‌کننده | شاعر            | خواننده      | سال انتشار | منبع   |
| ------------------------------------- | ------- | ---------- | --------------- | ------------ | ---------- | ------ |
| واسه دل بلا شدی                       | ✓       |            | بهمن رامین      | هایده        | ۱۳۵۲       | [ ۷ ]  |
| تنها با گل‌ها                          | ✓       | واروژان    | علیرضا طبایی    | هایده        | ۱۳۵۲       | [ ۸ ]  |
| تو چشمون سیاهم                        | ✓       |            | علیرضا طبایی    | هایده        |            | [ ۹ ]  |
| تو نگاه کن                            | ✓       |            | علیرضا طبایی    | هایده        |            | [ ۱۰ ] |
| نگاهم با نگاهت قصه‌ها دارد             | ✓       | واروژان    | علیرضا طبایی    | هایده و عارف |            | [ ۱۱ ] |
| دل تو خراب و ویرون بشه                | ✓       |            | بهمن رامین      | هایده        |            | [ ۱۲ ] |
| آدما (منو دیگه نمی‌خوای)               | ✓       | واروژان    | پرویز وکیلی     | گوگوش        | ۱۳۵۲       | [ ۱۳ ] |
| دنیا وفا نداره                        | ✓       |            | بهمن رامین      | گوگوش        | ۱۳۵۲       | [ ۱۴ ] |
| با نام تو                             | ✓       |            | ایرج جنتی عطایی | عارف         |            | [ ۱۵ ] |
| لباتو غنچه نکن                        | ✓       |            | کریم فکور       | عارف         |            | [ ۱۶ ] |
| بگو یار که بودی                       | ✓       |            | پرویز وکیلی     | عارف         |            | [ ۱۷ ] |
| چشمان تو (شهر فرنگه چشمات)            | ✓       |            | علیرضا طبایی    | عارف         |            | [ ۱۸ ] |
| سایه تنها                             | ✓       | افشین      | علیرضا طبایی    | عارف         |            | [ ۱۹ ] |
| حیف عشق من و تو تموم بشه (قصهٔ کتاب‌ها) | ✓       |            | ایرج جنتی عطایی | عارف         |            | [ ۲۰ ] |
| بیا دستی برآریم                       | ✓       |            | عبدالله الفت    | عارف         |            | [ ۲۱ ] |
| لبان تو                               | ✓       |            | علیرضا طبایی    | عارف         |            | [ ۲۲ ] |
| دود از کنده پا میشه                   | ✓       |            | پرویز وکیلی     | عارف         |            | [ ۲۳ ] |
| غرور شکسته                            | ✓       |            | پرویز وکیلی     | عارف         |            | [ ۲۳ ] |
| گناهت را نمی‌بخشم                      | ✓       |            | زارعی           | عارف         |            | [ ۲۴ ] |
| هفته به هفته                          | ✓       |            | زارعی           | عارف         |            | [ ۲۵ ] |
| نوبر بهار                             | ✓       |            | علیرضا طبایی    | الهه         |            | [ ۲۶ ] |
| ای دل چرا ناز می‌کنی                   | ✓       |            | عبدالله الفت    | الهه         |            | [ ۲۷ ] |
| برف میاد                              | ✓       |            | عبدالله الفت    | الهه         |            | [ ۲۸ ] |
| به سیم آخر بزنم (باغ انار)            | ✓       |            | علیرضا طبایی    | الهه         |            | [ ۲۹ ] |
| فریب                                  | ✓       |            | مهدی پرنگ       | الهه         |            | [ ۳۰ ] |
| آسمون ای آسمون                        | ✓       |            | کریم فکور       | الهه         |            | [ ۳۱ ] |
| بشنو باور مکن                         | ✓       |            | زارعی           | الهه         |            | [ ۳۲ ] |
| نگاه آشنا                             | ✓       |            | عبدالله الفت    | الهه         |            | [ ۳۳ ] |
| ای وای (بارون بارونه)                 | محلی    | ✓          |                 | الهه         |            | [ ۳۴ ] |
| غنچه نو شکفته (نرگس)                  | افغانی  | ✓          |                 | الهه         |            | [ ۳۱ ] |
| آخه آدم غمش و به کی بگه               | ✓       |            | ایرج جنتی عطایی | ضیاء         | ۱۳۵۰       | [ ۳۵ ] |
| بذار حرفمو بزنم                       | ✓       |            | پرویز وکیلی     | ایرج         |            | [ ۳۶ ] |
| به کس کسونت نمیدم                     | ✓       |            | پرویز وکیلی     | ایرج         |            | [ ۳۷ ] |
| بذار حرفمو بزنم                       | ✓       |            | پرویز وکیلی     | ایرج         |            | [ ۳۷ ] |
| قصهٔ ساز                               | ✓       |            | مهدی پرنگ       | اکبر زیگلری  |            | [ ۳۸ ] |
| لیلا خیمه داره                        | ✓       |            |                 | بهشته        |            | [ ۳۹ ] |
| دشت گناه                              | ✓       |            | عبدالله الفت    | تورج روانبخش |            | [ ۴۰ ] |